# Konstantïn Gorovenko
Konstantïn Aleksandrovïç Gorovenko (in kazako Константин Александрович Горовенко?, in russo Константин Александрович Горовенко?, Konstantin Aleksandrovič Gorovenko; Jañatas, 10 gennaio 1977) è un ex calciatore kazako, di ruolo difensore.